# ロヘナ・ゲラ
ロヘナ・ゲラ（Rohena Gera、1973年2月12日 - ）は、インドの映画監督、脚本家、映画プロデューサー。

## 生い立ち
スタンフォード大学とサラ・ローレンス大学で学び学位を取得。脚本家として活動するかたわら、NPO団体のメンバーとして平和運動や自然保護活動に参加している。

## キャリア
1996年にパラマウント・ピクチャーズ文学部門に就職し、2003年にソニー・エンターテインメント・テレビジョンのドラマシリーズ『Jassi Jaissi Koi Nahin』で脚本家デビューする。
2013年に『What's Love Got to Do with It?』で監督デビューする。同作は愛、結婚、幸福、伝統と調和する人々と都市部の姿を描いたドキュメンタリー作品であり、8組の人々の物語を通して階級、カースト、ジェンダーの現状を描いている。ゲラは愛や幸福を探求する姿を通して、インド家庭の社会的義務や圧力を取り上げている。また、同作はムンバイ映画祭上映作品にも選ばれている。
2018年に製作した『あなたの名前を呼べたなら』は、第71回カンヌ国際映画祭の国際批評家週間で上映された。同作は地方出身のメイドであるラトナを通して、ムンバイの富裕層である一見完璧な生活を送る一方で喪失感を抱く男性アシュヴィンを描き、相反する境遇の2人の生活を題材にしている。同作はGAN映画財団から製作費の援助を受けており、同財団が主催するGAN基金賞を受賞している。

## フィルモグラフィ
- Jassi Jaissi Koi Nahin（2003年） - 脚本
- Kuch Naa Kaho（2003年） - 脚本
- Thoda Pyaar Thoda Magic（2008年） - 脚本
- What's Love Got to Do with It ?（2013年） - 監督、脚本
- あなたの名前を呼べたなら（2018年） - 監督、脚本、プロデューサー